# Georges Detreille
Georges Detreille, né le 9 septembre 1893 à Paris 19e et mort le 13 mai 1957 à Nice (Alpes-Maritimes), est un coureur cycliste français. Il s'est illustré dans les épreuves sur route, notamment en remportant la médaille d'or par équipe aux Jeux olympiques d'été de 1920 aux côtés de Fernand Canteloube, Achille Souchard et Marcel Gobillot.

## Biographie
Mobilisé pendant la Première Guerre mondiale, il est blessé au bras gauche par éclat d'obus le 11 août 1918 à Andechy.

## Distinctions
- Croix de guerre 1914–1918, étoile d'argent
- Médaille militaire (décret du 19 décembre 1934)

## Palmarès

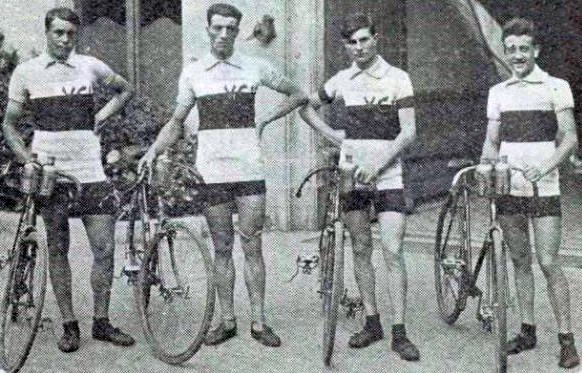
L'équipe de France championne olympique de la course par équipe cycliste sur route avec de gauche à droite Canteloube, Detreille, Souchard puis Gobillot.

- 1914
  - 2e de Paris-Calais
- 1918
  - Paris-Évreux
- 1920
  -  Champion olympique sur route par équipes
  - Paris-Rouen
  - Paris-La Flèche
  - 2e du Critérium du Midi
  - 2e du championnat de Paris
  - 2e de Bruxelles-Namur
  - 6e de la course en ligne des Jeux olympiques
- 1921
  - 3e de Paris-Rouen
  - 3e de Paris-La Flèche
  - 3e du Critérium des Aiglons
- 1923
  - 3e de Paris-Bourges
- 1924
  - 3e de Paris-Contres
  - 3e du Circuit du Cantal
- 1925
  - 2e du Circuit du Bourbonnais

## Résultats sur le Tour de France
1 participation
- 1926 : 19e